# Karel Janák
Karel Janák (* 24. září 1970 Karlovy Vary) je český filmový a televizní režisér.

## Studium
V roce 1993 získal Janák titul inženýra na Fakultě jaderné a fyzikálně inženýrské ČVUT, obor fyzika pevných látek. Ještě jako systémový administrátor v Podniku výpočetní techniky v Praze (PVT) začal studovat FAMU, obor hraná režie, kde v roce 2001 získal magisterský titul.

## Kariéra
Na začátku své kariéry natáčel hlavně reklamní spoty; projekt filmu Cizinci v čase (1998) byl kvůli finančním problémům přerušen. Jeho prvním dokončeným filmem byla dětská komedie Vetřelci v Coloradu (2002), která získala tři ceny na Mezinárodním festivalu dětských filmů v Chemnitzu.
V reklamní tvorbě dosáhl mnoha ocenění, mezi jeho nejznámější reklamy patří upoutávky pro TV Nova na vysílání cyklu filmů Indiana Jones (2004), ve kterých se známý archeolog pohybuje v pražském metru, Den nezávislosti (2003) s létajícím talířem nad Václavským náměstím (cena Silver Promax, Kolín nad Rýnem), či Titanic (2002) bořící mosty na Vltavě (cena Nejlepší filmové promo v Evropě, Sevilla).
Výrazný průlom pro Karla Janáka znamenal v roce 2004 film Snowboarďáci, který získal cenu Český lev 2004 za divácky nejúspěšnější film. V březnu 2006 přišel do kin jeho film Rafťáci, ve kterém stejně jako v předchozím filmu hráli Jiří Mádl a Vojtěch Kotek, v listopadu téhož roku a potřetí se stejnou hlavní dvojicí film Ro(c)k podvraťáků.
V roce 2009 natočil film Ať žijí rytíři!. V roce 2012 dokončil televizní pohádku Dvanáct měsíčků. O dva roky později natočil další komedii, nazvanou 10 pravidel jak sbalit holku (2014).

## Ocenění
- 2004 – Český lev – Snowboarďáci (komedie)

## Filmografie
- Klaun, 1995
- Kateřina sama doma, 1995
- Sad, 1996
- Cizinci v čase, 1998
- Stopař, 2000
- Vetřelci v Coloradu, 2002
- Snowboarďáci, 2004
- Snowboarďáci (seriál), 2005
- Ro(c)k podvraťáků, 2006
- Rafťáci, 2006
- Past na Ježíška, 2006
- Škola ve mlejně, 2007
- O perníkové chaloupce, 2007
- We Shoot with Love, 2009
- Ať žijí rytíři! (seriál), 2009
- Ať žijí rytíři!, 2009
- Anděl, 2010
- Mimozemšťan, 2012
- Dvanáct měsíčků, 2012
- Jirka a bílé myšky, 2013
- 10 pravidel jak sbalit holku, 2014
- Velká obrázková loupež, 2014
- Princezna a písař, 2014
- Trosečník, 2015
- Rybička, 2015
- Korunní princ, 2015
- Láska za milion, 2016
- Lovci mamutů, 2017
- Cuky Luky Film, 2017 (slovenský film)
- Důvěrný nepřítel, 2018
- LOVEní, 2019
- Princezna a půl království, 2019
- O vánoční hvězdě, 2020
- Jak si nevzít princeznu, 2021
- Klíč svatého Petra, 2023